# Națiunile celte
     Bretonia
     Cornwall
     Scoția
     Țara Galilor
     Irlanda
     Insula Man

Națiunile celte:
Bretonia
Cornwall
Scoția
Țara Galilor
Irlanda
Insula Man

Națiunile celte sunt acele națiuni care și-au păstrat de-a lungul timpului rădăcinile culturale celte și păstrează într-o oarecare măsură una din limbile celte. Până în secolul al V-lea insulele Britanice în întregime și o bună parte din Europa Apuseană erau celte. Astăzi doar grupuri izolate aflate în extremitatea nord-vestică a Europei mai folosesc limbile celte și în marea parte din cazuri vorbitorii sunt bilingvi. Acest lucru se datorează că romanizarea a fost mai târzie sau nu a existat deloc și că invaziile germanice nu au reușit să asimileze în întregime aceste teritorii.

## Liga celtă
Liga celtă și Congresul Internațional Celt consideră ca națiuni celte doar cele care păstrează într-o anumită măsură folosința unei limbi celte de către populația ei. 
| Stat         | Nume celt    | Limbă                     | Națiune   | Popor     | Vorbitori                   |
| Scoția       | Alba         | Limba scoțiană (Gàidhlig) | Scoțieni  | 5.000.000 | 92.400 (1,8%)               |
| Irlanda      | Éire         | Limba irlandeză (Gaeilge) | Irlandezi | 6.000.000 | 538.283 - 1,8 milioane (9%) |
| Insula Man   | Ellan Vannin | Manx (Yn Ghaelg)          | Mancși    | 70.000    | < 1 700 (< 2,4%)            |
| Țara Galilor | Cymru        | limba galeză (Cymraeg)    | Galezi    | 3.000.000 | > 750 000 (> 25%)           |
| Cornwall     | Kernow       | Limba cornică (Kernewek)  | Cornici   | 500.000   | 3.500 (0,7%)                |
| Bretania     | Breizh       | Limba bretonă (Brezhoneg) | Bretoni   | 4.000.000 | > 257000 (6,4%)             |

## Alte regiuni
Pe continentul american datorită migrațiilor s-au format comunități unde se păstrează limba și cultura celtă precum în Nova Scotia, Canada unde se vorbește și galica scoțiană sau în provincia Chabut din Argentina unde se folosește în mod izolat limba galeză.
Se poate considera că toată Europa Apuseană a fost influențată de popoarele și cultura celtă în vechime însă unele se autoidentifică ca națiuni celte fără a păstra o limbă celtă precum: Galicia, Asturias sau Cantabria.
Acest fenomen, numit de unii sociologi celtofilia, s-a manifestat și în Marea Britanie, Franța, Leon, Val d'Aoste sau Valonia justificându-se ca o legătură milenară culturală. 

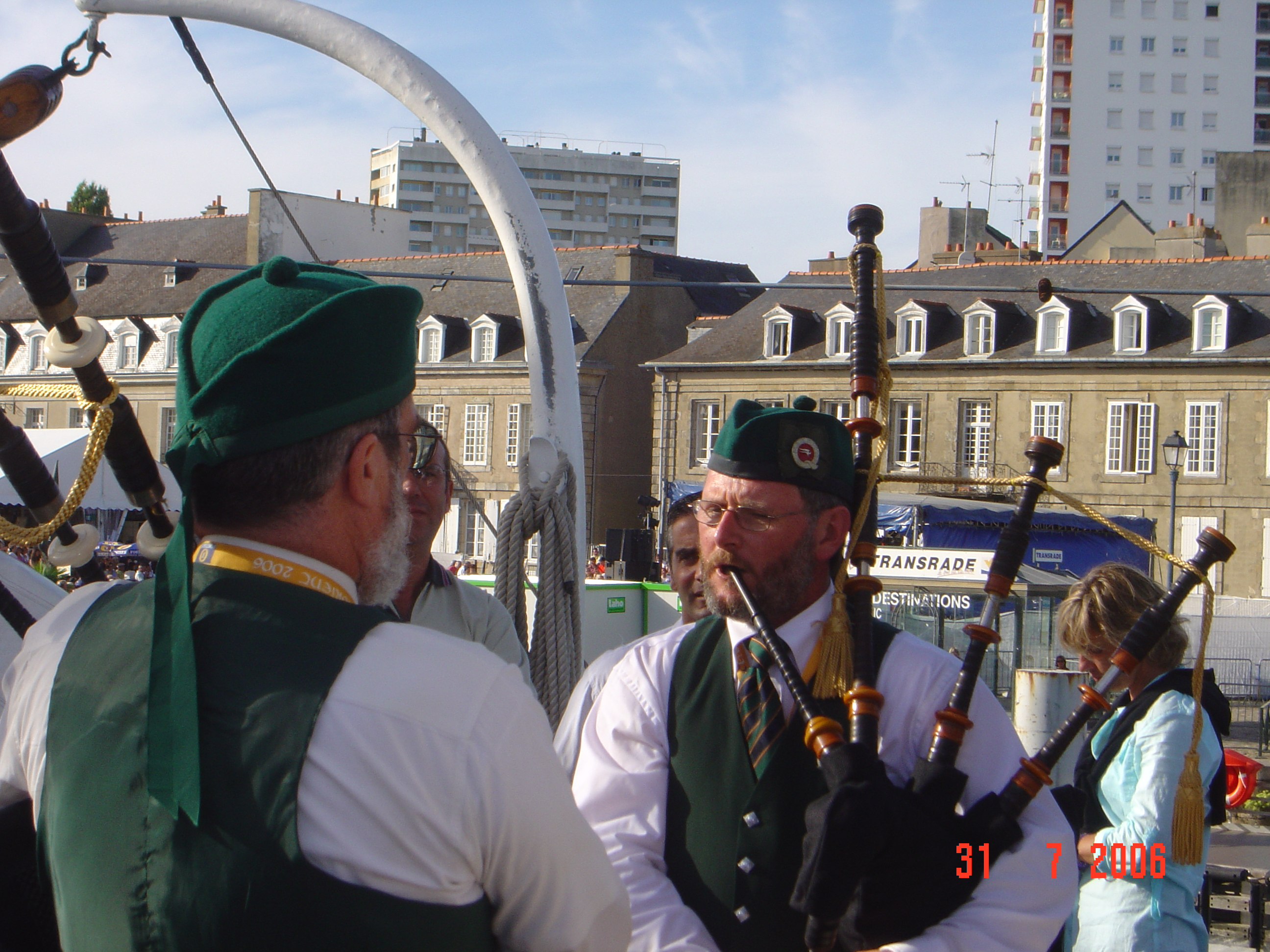
Imagini de la Festivalul Interceltic din Lorient

## Identitatea celtă
Cooperarea între națiunile celte se manifestă în multe sectoare precum: politică, lingvistică, cultură, muzică sau sport. 
Națiunile celte s-au asociat în organizații precum Liga celtă și Congresul Internațional Celt pentru apărarea limbilor celte. Liga celtă luptă pentru libertatea politică, socială, economică și culturală a națiunilor celte. 
Pentru păstrarea și schimbul cultural între națiunile celte se organizează festivale precum:
- Festivalul Interceltic din Lorient. Festivalul durează 10 zile și se ține la începutul lunii august în Lorient, Bretonia.
- Festivalul Panceltic care se desfășoară în Cill Airne, Irlanda.
- Festivalul Celtic Național, Australia
- Celtic Media Festival este un festival care promovează limbile celte în cinematografie
- Eisteddfod, se ține în Țara Galilor și este un festival al muzicii, literaturii și spectacolului.

Festivale de cântec celt:
- Celtic Connections Glasgow, Scoția
- Hebridean Celtic Festival Stornoway, Scoția

În domeniul sportiv națiunile celte au organizat competiții panceltice în rugby (înainte Cupa Celtă azi Magners League) și atletism (Cupa Celtă).